# 水原紫苑
水原 紫苑（みずはら しおん、1959年2月10日 - ）は、日本の歌人。
第一歌集『びあんか』(1989年)で現代歌人協会賞を受賞。端正な古典文法を駆使した伝統的な和歌を踏襲し、「新古典派」とも称される。歌集に『客人』(1996年)、『くわんおん(観音)』(1999年)、『あかるたへ』(2004年)など。

## 経歴
神奈川県横浜市生まれ。父は陸軍士官学校卒の軍人で戦時中は皇居にいた。神奈川県立横浜翠嵐高等学校、早稲田大学第一文学部仏文科卒業、同大学院文学研究科仏文学専攻修士課程修了。1986年「中部短歌会」に入会し、以後春日井建に師事。1987年に『しろがね』で第30回短歌研究新人賞候補。1989年に第1歌集『びあんか』を刊行し翌年現代歌人協会賞受賞。第3歌集『客人（まらうど）』で第1回駿河梅花文学賞受賞。第4歌集『くわんおん（観音）』で第10回河野愛子賞受賞。第7歌集『あかるたへ』で第5回山本健吉文学賞・第10回若山牧水賞を受賞。2017年、「極光」30首で第53回短歌研究賞受賞。2018年、『えぴすとれー』で第28回紫式部文学賞受賞。2020年、歌集『如何なる花束にも無き花を』で第62回毎日芸術賞受賞。2023年、歌集『快樂』で第57回迢空賞及び第21回前川佐美雄賞受賞。
世代的には穂村弘、加藤治郎ら「ニューウェーブ」と重なるが、水原の作風は端正な古典文法を駆使した伝統的和歌の衣鉢を受け継ぐものであり、紀野恵らとともに「新古典派」と称された。
テレビにも出演し、1999－2000年には『太陽』で、文化人女性へのインタビュー「美女論」を連載した。歌舞伎好きとしても知られる。また小説を『すばる』にいくつか発表したことがある。

## 著書

### 歌集
- 『びあんか』（雁書館、1989年）
- 『うたうら』（雁書館、1992年）
- 『客人』（河出書房新社、1997年、沖積舎、2015年）
- 『くわんおん』（河出書房新社、1999年）
- 『いろせ』（短歌研究社、2001年）
- 『世阿弥の墓』（河出書房新社、2003年）
- 『あかるたへ』（河出書房新社、2004年）
- 『さくらさねさし』（角川書店、2009年）
- 『武悪のひとへ』（本阿弥書店、2011年） - 山本則直への挽歌
- 『びあんか｜うたうら【決定版】』（深夜叢書社、2014年）
- 『光儀（すがた）』（砂子屋書房、2015年）
- 『えぴすとれー』（本阿弥書店、2017年）
- 『如何なる花束にも無き花を』（本阿弥書店、2020年）
- 『快楽』（短歌研究社、2022年）

### エッセイ
- 『星の肉体』（深夜叢書社、1995年）
- 『空ぞ忘れぬ』（河出書房新社、2000年）
- 『うたものがたり』（岩波書店、2001年）
- 『京都うたものがたり』（ウェッジ、2004年）
- 『歌舞伎ものがたり』（講談社、2009年）
- 『あくがれ―わが和泉式部』（ウェッジ、2012年）
- 『桜は本当に美しいのか－欲望が生んだ文化装置』（平凡社新書、2014年／平凡社ライブラリー（改訂）、2017年）
- 『春日井建 「若い定家」は鮮やかにそののちを生きた』（注解コレクション日本歌人選073：笠間書院、2019年）
- 『百人一首 うたものがたり』講談社〈講談社現代新書〉、2021年。ISBN 978-4-06-522790-9。 講談社PR誌『本』連載に加筆して新書化。
- 『巴里うたものがたり』（春陽堂書店、2023年）

### 小説
- 『生き肌断ち』深夜叢書社、2010年

### 編纂
- 『大岡信『折々のうた』選　短歌』全2冊、岩波新書、2020年
- 『山中智恵子歌集』書肆侃侃房、2022年

## その他
- 小さいころの夢は作家か女優だった。
- 専門学校でフランス語の通訳の経験がある。
- 柴田元幸がエドワード・ゴーリーの絵本『うろんな客』を、短歌を用いて翻訳した際に協力した。